# Saint-Donan
Saint-Donan település Franciaországban, Côtes-d’Armor megyében. Lakosainak száma 1467 fő (2022. január 1.). Saint-Donan Plerneuf, Cohiniac, Le Fœil, La Méaugon, Plaine-Haute, Ploufragan és Plouvara községekkel határos.

## Népesség
A település népessége az elmúlt években az alábbi módon változott:
| Lakosok száma | 863  | 1074 | 1278 | 1410 | 1453 | 1440 | 1457 | 1453 | 1447 | 1467 |
|               | 1968 | 1982 | 1990 | 2006 | 2013 | 2015 | 2017 | 2019 | 2020 | 2022 |